# Leucophenga malgachensis
Leucophenga malgachensis är en tvåvingeart som beskrevs av Bachli, Vilela och Mcevey 2005. Leucophenga malgachensis ingår i släktet Leucophenga och familjen daggflugor.
Artens utbredningsområde är Madagaskar. Inga underarter finns listade i Catalogue of Life.